# Dizy (Marne)
Dizy és un municipi francès, situat al departament del Marne i a la regió del Gran Est. L'any 2007 tenia 1.692 habitants.

## Demografia

### Població
El 2007 la població de fet de Dizy era de 1.692 persones. Hi havia 687 famílies, de les quals 150 eren unipersonals (47 homes vivint sols i 103 dones vivint soles), 237 parelles sense fills, 241 parelles amb fills i 59 famílies monoparentals amb fills.
La població ha evolucionat segons el següent gràfic:
Habitants censats

### Habitatges
El 2007 hi havia 731 habitatges, 696 eren l'habitatge principal de la família, 4 eren segones residències i 31 estaven desocupats. 590 eren cases i 141 eren apartaments. Dels 696 habitatges principals, 513 estaven ocupats pels seus propietaris, 172 estaven llogats i ocupats pels llogaters i 11 estaven cedits a títol gratuït; 1 tenia una cambra, 38 en tenien dues, 95 en tenien tres, 207 en tenien quatre i 354 en tenien cinc o més. 616 habitatges disposaven pel capbaix d'una plaça de pàrquing. A 307 habitatges hi havia un automòbil i a 339 n'hi havia dos o més.

### Piràmide de població
La piràmide de població per edats i sexe el 2009 era:
| Homes | Edats   | Dones |
| ----- | ------- | ----- |
| 0     | 95 o +  | 0     |
| 0     | 90 a 94 | 4     |
| 8     | 85 a 89 | 0     |
| 4     | 80 a 84 | 4     |
| 24    | 75 a 79 | 20    |
| 8     | 70 a 74 | 36    |
| 36    | 65 a 69 | 28    |
| 60    | 60 a 64 | 52    |
| 40    | 55 a 59 | 44    |
| 52    | 50 a 54 | 64    |
| 88    | 45 a 49 | 80    |
| 64    | 40 a 44 | 64    |
| 88    | 35 a 39 | 72    |
| 80    | 30 a 34 | 108   |
| 44    | 25 a 29 | 68    |
| 52    | 20 a 24 | 36    |
| 60    | 15 a 19 | 52    |
| 84    | 10 a 14 | 60    |
| 72    | 5 a 9   | 52    |
| 52    | 0 a 4   | 36    |

## Economia
El 2007 la població en edat de treballar era de 1.142 persones, 842 eren actives i 300 eren inactives. De les 842 persones actives 798 estaven ocupades (406 homes i 392 dones) i 45 estaven aturades (20 homes i 25 dones). De les 300 persones inactives 104 estaven jubilades, 124 estaven estudiant i 72 estaven classificades com a «altres inactius».

### Ingressos
El 2009 a Dizy hi havia 716 unitats fiscals que integraven 1.689 persones, la mediana anual d'ingressos fiscals per persona era de 21.585,5 €.

### Activitats econòmiques
Dels 85 establiments que hi havia el 2007, 6 eren d'empreses alimentàries, 4 d'empreses de fabricació d'altres productes industrials, 9 d'empreses de construcció, 31 d'empreses de comerç i reparació d'automòbils, 6 d'empreses d'hostatgeria i restauració, 1 d'una empresa d'informació i comunicació, 4 d'empreses financeres, 1 d'una empresa immobiliària, 11 d'empreses de serveis, 5 d'entitats de l'administració pública i 7 d'empreses classificades com a «altres activitats de serveis».
Dels 16 establiments de servei als particulars que hi havia el 2009, 1 era una gendarmeria, 5 tallers de reparació d'automòbils i de material agrícola, 1 fusteria, 2 lampisteries, 2 electricistes, 2 perruqueries, 2 restaurants i 1 tintoreria.
Dels 8 establiments comercials que hi havia el 2009, 1 era, 1 un supermercat, 1 una botiga de menys de 120 m², 1 una peixateria, 1 una botiga de roba i 3 botigues de mobles.
L'any 2000 a Dizy hi havia 66 explotacions agrícoles que ocupaven un total de 140 hectàrees.

## Equipaments sanitaris i escolars
L'únic equipament sanitari que hi havia el 2009 era una farmàcia.
El 2009 hi havia 1 escola maternal i 1 escola elemental.

## Poblacions més properes
El següent diagrama mostra les poblacions més properes.